# 김민재 (1979년)
김민재(金珉才, 1979년 3월 20일 ~ )는 대한민국의 배우이다.

## 학력
- 한국예술종합학교 학사

## 출연 작품

### 영화
- 《내 이름은》 (2026년)
- 《소방관》 (2024년) - 용태 역(†)
- 《범죄도시4》 (2024년) - 김만재 역 (광수대 세 번째 마석도의 오른팔 형사, 천만영화)
- 《거미집》 (2023년) - 김 부장 역
- 《범죄도시3》 (2023년) - 김만재 역 (광수대 세 번째 마석도의 오른팔 형사, 천만영화)
- 《대외비》 (2023년) - 장호 역
- 《미혹》 (2022년) - 석호 역
- 《뒤틀린 집》 (2022년) - 현민 역
- 《그라운드 제로》 (2021년) - 선임간수 역
- 《최선의 삶》 (2021년)
- 《당신은 믿지 않겠지만》 (2021년)
- 《소방관》 (2021년)
- 《반도》 (2020년) - 황태수 중사 역 (일어 성우진: 마츠카와 히로키)
- 《시동》 (2019년) - 곽성무 (사채업자) 역 (본작의 인간쓰레기이자 진 최종 보스. 우정출연)
- 《생일》 (2019년) - 출입국 직원 1 역
- 《돈》 (2019년) - 유민준 역
- 《악질경찰》 (2019년) - 김민재 역
- 《성난 황소》 (2018년) - 곰 사장 (이진우) 역
- 《당신의 부탁》 (2018년) - 경택 역
- 《염력》 (2018년) - 민 사장 역 (본작의 메인 빌런이자 최종 보스)
- 《살인자의 기억법》 (2017년) - 젊은 검사 역
- 《군함도》 (2017년) - 송종구 역
- 《용순》 (2017년) - 음악선생 역
- 《더 킹》 (2017년) - 백일동 역
- 《비밀은 없다》 (2016년) - 사무국장 역
- 《특종: 량첸살인기》 (2015년) - 최 기자 역
- 《뷰티 인사이드》 (2015년) - 우진 역
- 《베테랑》 (2015년) - 관할 담당경찰 역 (천만영화)
- 《무뢰한》 (2015년) - 민영기 역
- 《국제시장》 (2014년) - 윤도주 역
- 《서울연애》 (2014년) - 요리사 역
- 《우는 남자》 (2014년) - 박 팀장 역
- 《도희야》 (2014년) - 준호 역
- 《역린》 (2014년) - 최세복 역
- 《아귀》 (2014년)
- 《춘정》 (2013년) - 형사 역
- 《용의자》 (2013년) - 주기자 역
- 《동창생》 (2013년) - 안경 역
- 《남자사용설명서》 (2013년) - 조승환 조감독 역
- 《26년》 (2012년) - 박 경사 역
- 《간첩》 (2012년) - 수상남 역
- 《연가시》 (2012년) - 박형사 역
- 《아부의 왕》 (2012년) - 성철네 둘째 역
- 《화차》 (2012년) - 동우 역
- 《범죄와의 전쟁: 나쁜놈들 전성시대》 (2012년) - 선원 1 역
- 《퍼펙트 게임》 (2011년) - 봉수 역
- 《특수본》 (2011년) - 이재위 역
- 《카운트다운》 (2011년) - 동사무소 직원 역
- 《고양이: 죽음을 보는 두 개의 눈》 (2011년) - 동물구조간사 역
- 《7광구》 (2011년) - 헬기조종사 2 역
- 《모비딕》 (2011년) - 김용성 역
- 《부당거래》 (2011년) - 이 형사 역
- 《체포왕》 (2011년) - 날치기 1 역
- 《영도다리》 (2010년) - 우찬 역
- 《시》 (2010년) - 김 형사 역
- 《작은 연못》 (2010년) - 경찰 대원 역
- 《심각한 코메디》 (2010년)
- 《비보호 좌회전》 (2009년) - 서운종 역
- 《오디션》 (2009년) - 타팀원 3 역
- 《유랑시대》 (2008년)
- 《본보야지: 월드투어 2008》 (2008년) - 기준 역
- 《좋은 놈, 나쁜 놈, 이상한 놈》 (2008년) - 귀시장 패거리 역
- 《숙명》 (2008년) - 미진룸 웨이터 역
- 《밀양》 (2007년) - 야외기도회 자원봉사자 역
- 《피크닉》 (2007년)
- 《러너스 하이》 (2007년)
- 《우리 쫑내자!》 (2006년)
- 《화양연화》 (2004년)
- 《어느 네 팔 소녀의 아주 사소한 이야기》 (2004년)

### 드라마
- 《가석방심사관 이한신》 (2024년, tvN) - 서동훈 역
- 《삼식이 삼촌》 (2024년, MBC) - 유연철 역
- 《수사반장 1958》 (2024년, MBC) - 백도석 역
- 《형사록 2》 (2023년, Disney+) - 한기형 역
- 《카지노》 (2022년, Disney+) - 안치영 역
- 《형사록》 (2022년, Disney+) - 한기형 역
- 《방법》 (2020년, tvN) - 이환 역
- 《국민 여러분!》 (2019년, KBS2) - 김남화 역 (특별출연)
- 《열혈사제》 (2019년, SBS) - 이중권 역 (본작의 메인 빌런이자 진 최종 보스)
- 《죽어도 좋아》 (2018년, KBS2) - 박유덕 역
- 《나쁜 녀석들 : 악의 도시》 (2017년, OCN) - 황민갑 역
- 《추리의 여왕》 (2017년, KBS2) - 이동기 역
- 《함부로 애틋하게》 (2016년, KBS2) - 이지신 역
- 《마을-아치아라의 비밀》 (2015년, SBS) - 한준성 역
- 《KBS 드라마 스페셜 - 알젠타를 찾아서》 (2015년, KBS2)
- 《스파이》 (2015년, KBS2) - 송중혁 역
- 《KBS 드라마 스페셜 - 마지막 퍼즐》 (2014년, KBS2) - 황태식 역
- 《리셋》 (2014년, OCN) - 박민재 역
- 《빅맨》 (2014년, KBS2) - 용검사 역
- 《쓰리 데이즈》 (2014년, SBS) - 황윤재 역
- 《아랑사또전》 (2012년, MBC) - 거덜 역

### 연극
- 《우리 노래방 가서... 얘기 좀 할까?》
- 《유랑극단》
- 《오이디푸스》
- 《햄릿 인 리듬》
- 《오월의 신부》
- 《관광지대》

### 뮤지컬
- 《거울공주 평강이야기》
- 《에파타》

### 예능
- 《도시경찰》 (2019년, MBC Every1)
- 《도시경찰 시즌 2》 (2019년, MBC Every1)

## 수상 및 후보
| 연도 | 시상식                       | 부문                        | 작품                      | 결과 |
| ---- | ---------------------------- | --------------------------- | ------------------------- | ---- |
| 2000 | 제10회 대구단편영화제        | 연기상                      | 빈칸                      | 수상 |
| 2019 | SBS 연기대상                 | 남자 베스트 캐릭터상        | 열혈사제                  | 후보 |
| 2020 | 제5회 아시아 아티스트 어워즈 | AAA 신스틸러상              | 빈칸                      | 수상 |
| 2024 | 제44회 황금촬영상            | 남우조연상                  | 범죄도시4                 | 수상 |
| 2024 | SBS 연예대상                 | 베스트 커플상 (with 최유라) | 동상이몽 2 - 너는 내 운명 | 수상 |